# Pôchouse
La pôchouse, ou pauchouse (parfois orthographiée « pochouse » ou « pochouze »), est une recette traditionnelle de la cuisine bourguignonne et de la cuisine franc-comtoise, à base de poissons de rivière, coupés en morceaux et cuisinés avec une sauce au  vin blanc.

## Origine
Originaire du XVIIe siècle (elle est citée dans des écrits de 1646), la pôchouse remonte à une époque où les bateliers, radeliers et pêcheurs (pôchoux en patois bressan) de Verdun-sur-le-Doubs, au confluent de la Saône et du Doubs en Bresse, préparaient ce plat du pauvre avec les poissons de la Saône et du Doubs et avec le vin blanc du vignoble de Bourgogne.
Variante de la matelote, ce plat traditionnel est une spécialité bourguignonne, également commune en Franche-Comté. Elle se déguste en particulier dans les départements de Saône-et-Loire, de Côte-d'Or, du Jura et du Doubs, dans des restaurants de bord de Saône ou du Doubs.

## Ingrédients

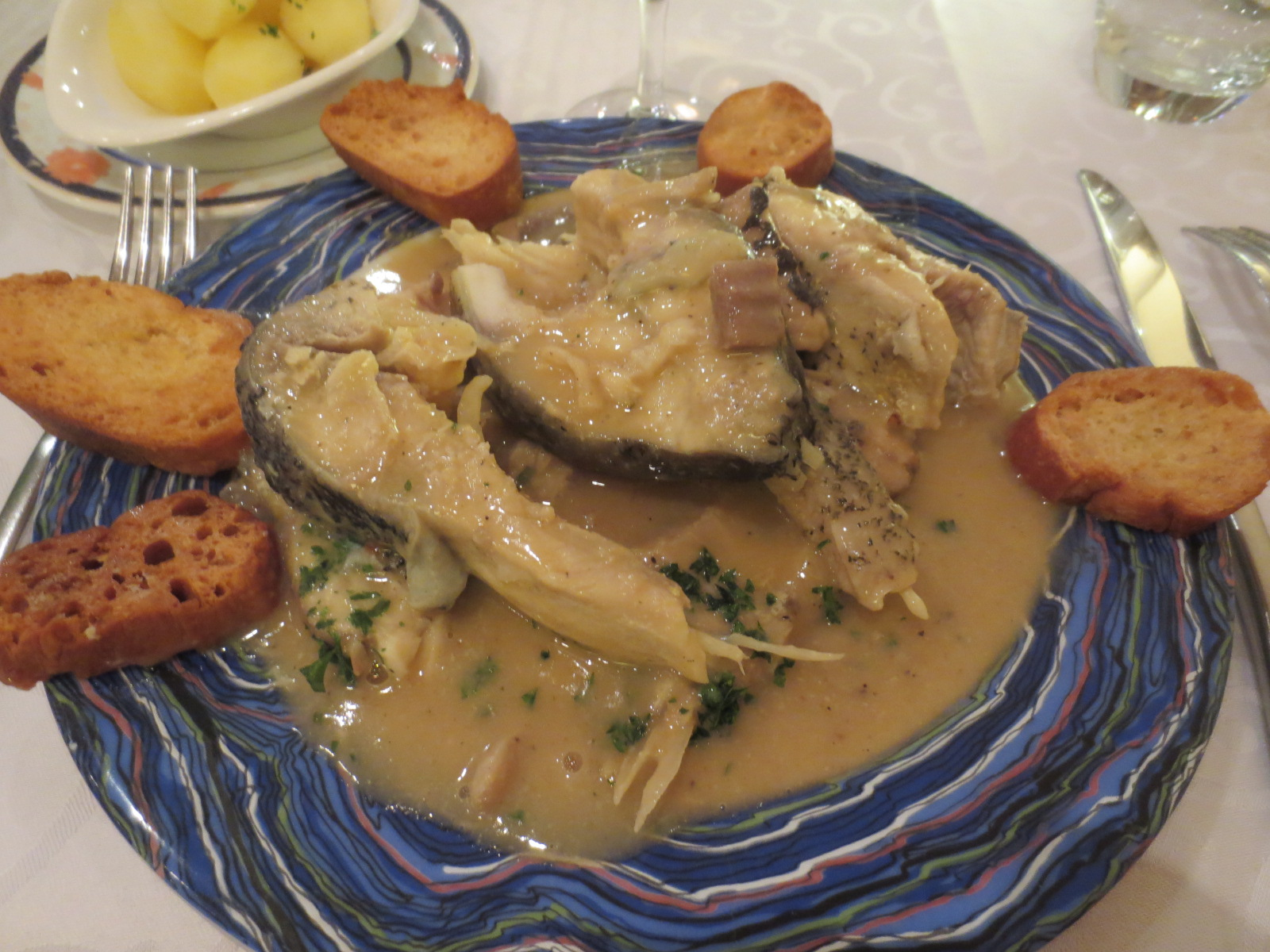
Suggestion de présentation.

Elle est préparée à l'origine à partir d'un mélange de quatre poissons d'eau douce, dont deux poissons à chair maigre : le brochet et la perche, et deux poissons à chair grasse : l'anguille et la tanche, mais d'autres combinaisons sont possibles en fonction des disponibilités (carpe, sandre, truite ou saumon).
Elle est servie avec une sauce au vin blanc (en général du bourgogne aligoté), accompagnée de pommes de terre cuites à la vapeur, de lardons et de croûtons.

## Célébration
La pôchouse est célébrée depuis 1949 par la confrérie des Chevaliers de la pôchouse de Verdun-sur-le-Doubs, lors de ses chapitres d'octobre.
À l'initiative de l'office de tourisme de la ville de Verdun-sur-le-Doubs s'est déroulée le premier week-end de juillet 2016, à Verdun-sur-le-Doubs, la première édition de la « Fête de la pôchouse », elle fut un succès. Pendant la fête, les cinq restaurateurs verdunois qui participent à son organisation ont respecté les règles ancestrales, c'est-à-dire en la servant sans accompagnement, avec la présence de la confrérie des Chevaliers de la pôchouse, sous la présidence d'Henri Broyer, grand chancelier. Le premier jour de la fête, les membres de la Confrérie Saint-Nicolas des radeliers de la Loue construisent un radeau sur le Petit Doubs, contribuant ainsi à perpétuer la tradition. 
Deux ans plus tard est organisée une deuxième édition, cette fois sur une seule journée : le dimanche 1er juillet 2018. La pôchouse est alors préparée par Didier Denis de l'Hostellerie Bourguignonne, du Caveau de Verdun, de l'Hôtel des Trois Maures et de La Petite Marquise.
Le samedi 19 octobre 2019, la Confrérie de la Pôchouse verdunoise a fêté le 70e anniversaire de sa création. Pour l'occasion, une messe a été donnée en l'église de Verdun-sur-le-Doubs, suivie d’un défilé menant à la salle des fêtes où se sont réunis plus de 400 convives.